# Elac
La ELAC Electroacustic GmbH è un'azienda tedesca fondata nel 1926 a Kiel. Il nome è l'abbreviazione dal nome societario originario „ELECTROACUSTIC GmbH“. L'origine dell'attività aziendale porta all'acustica sottomarina e dal 1948 iniziò la produzione di giradischi e fonorivelatori. Dal 1984 di diffusori acustici.

## Storia

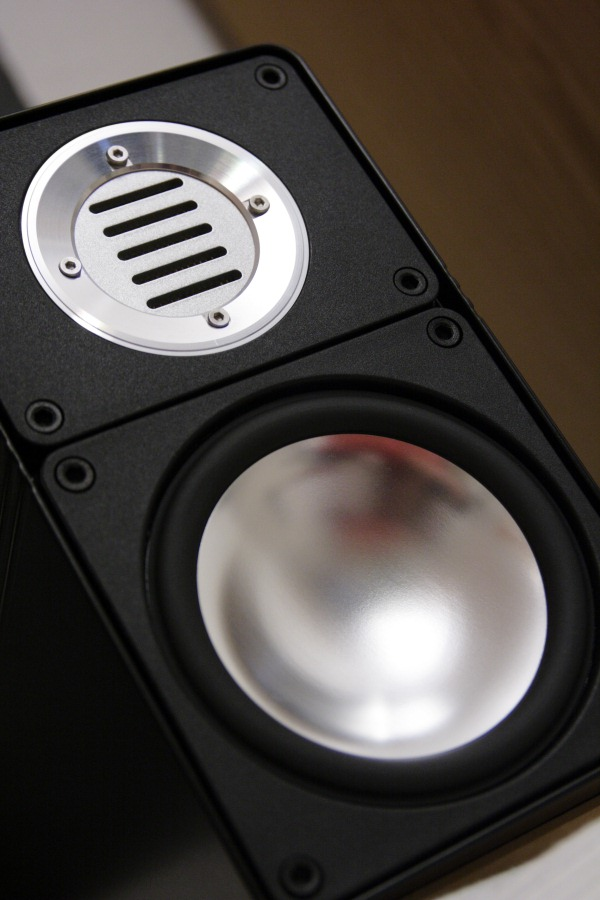
ELAC 310.i diffusore acustico con „JET“ tweeter

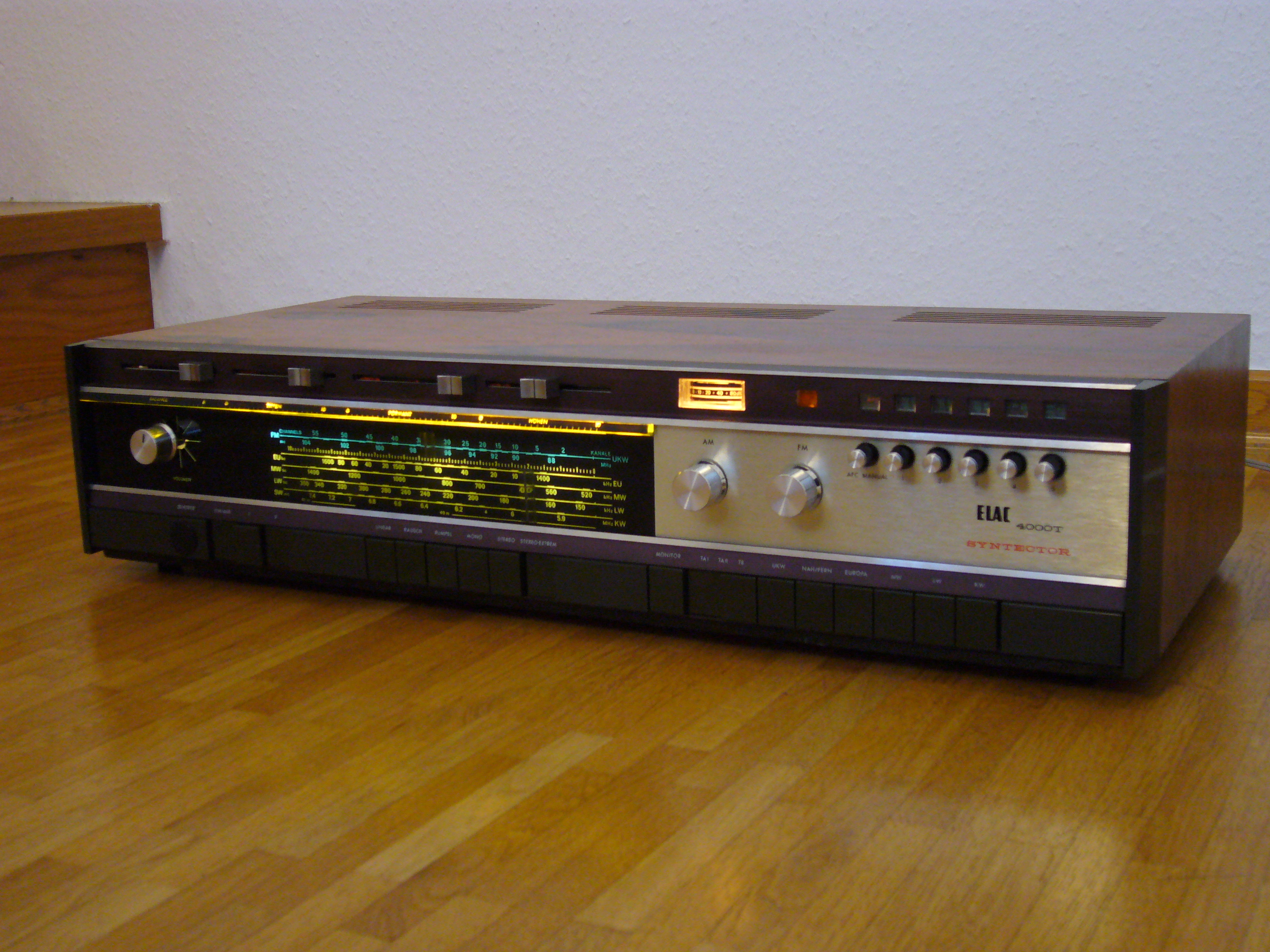
ELAC Receiver 4000T (1969)

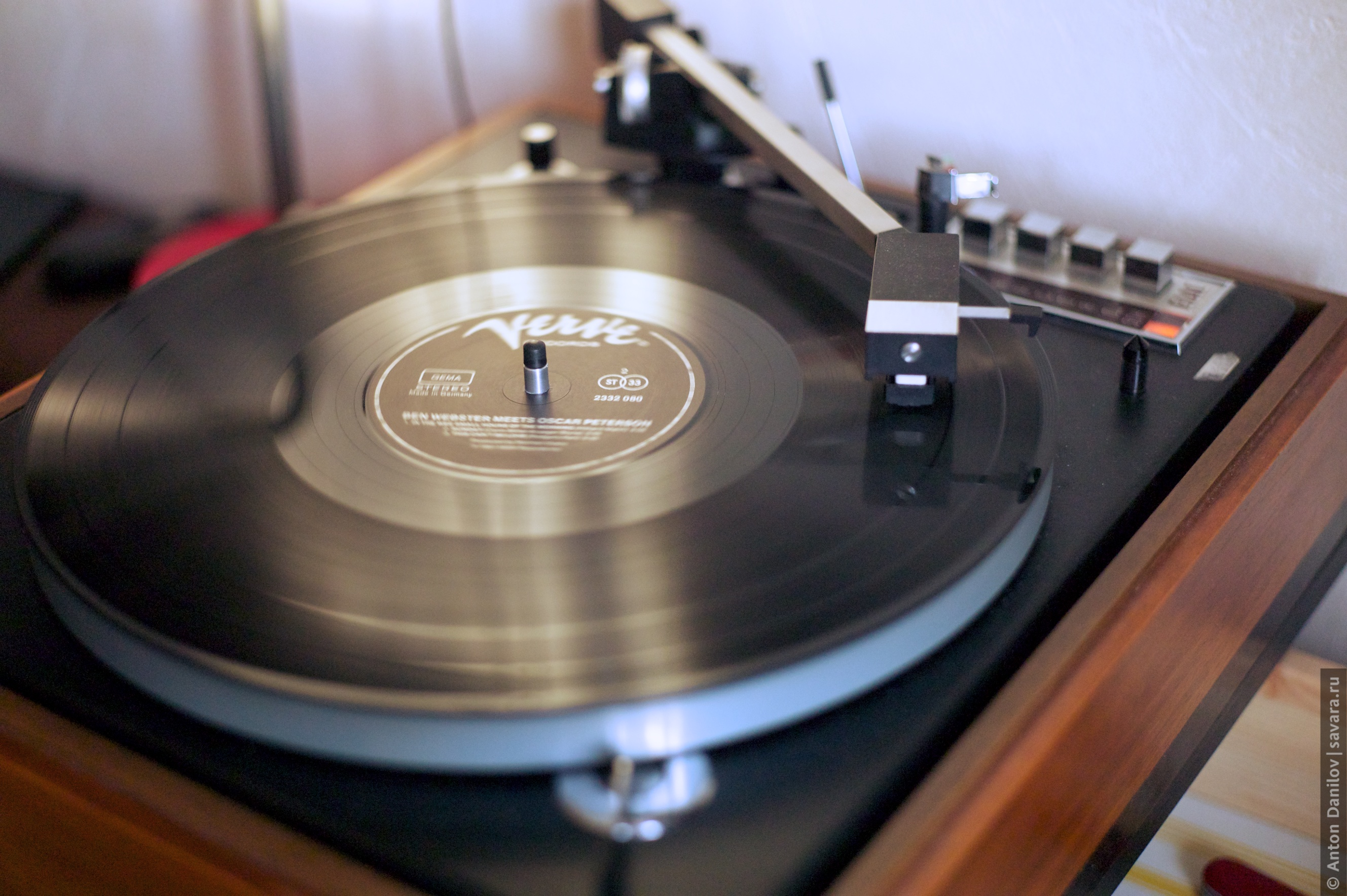
ELAC Miracord giradischi

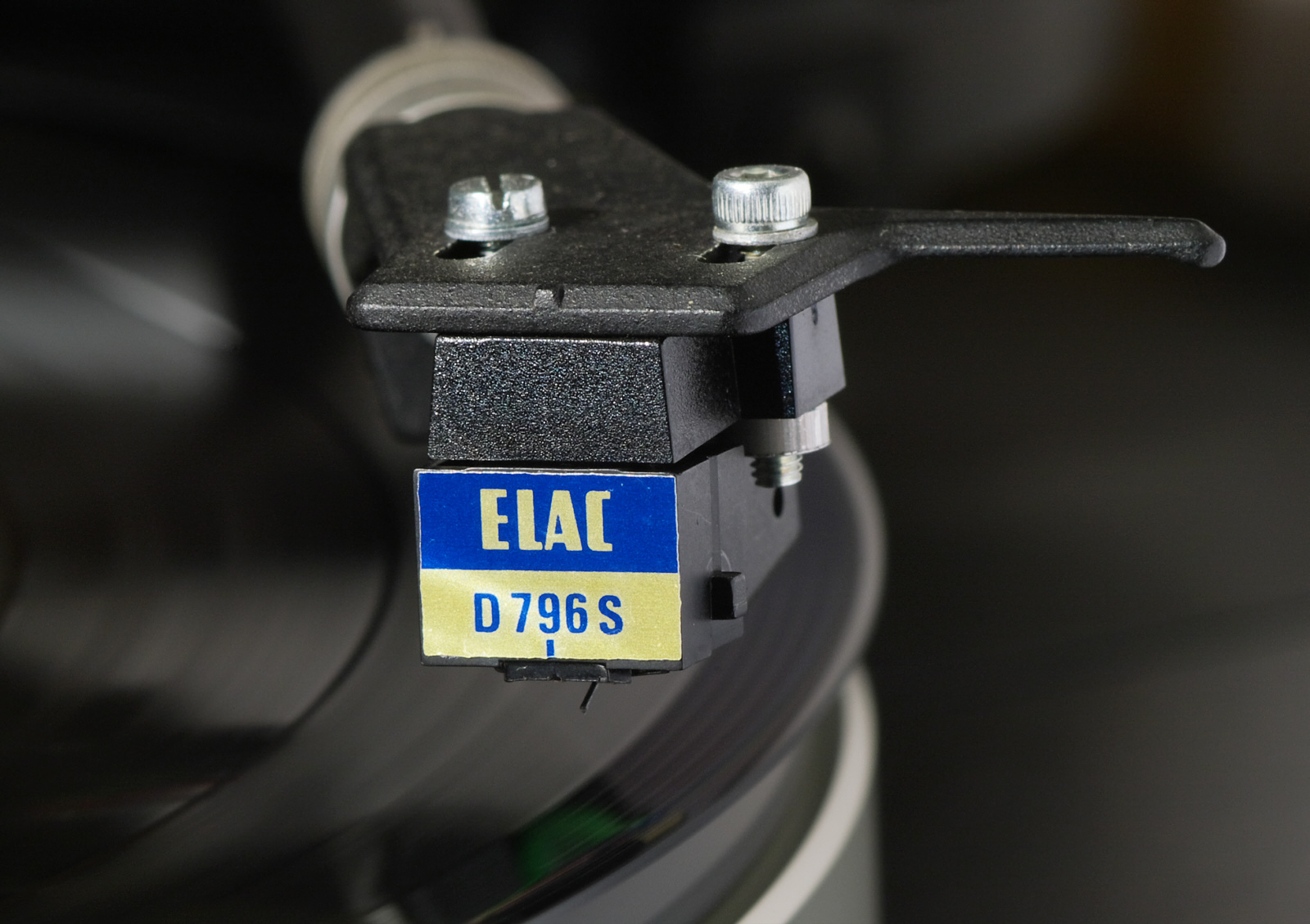
Fonorivelatore ELAC

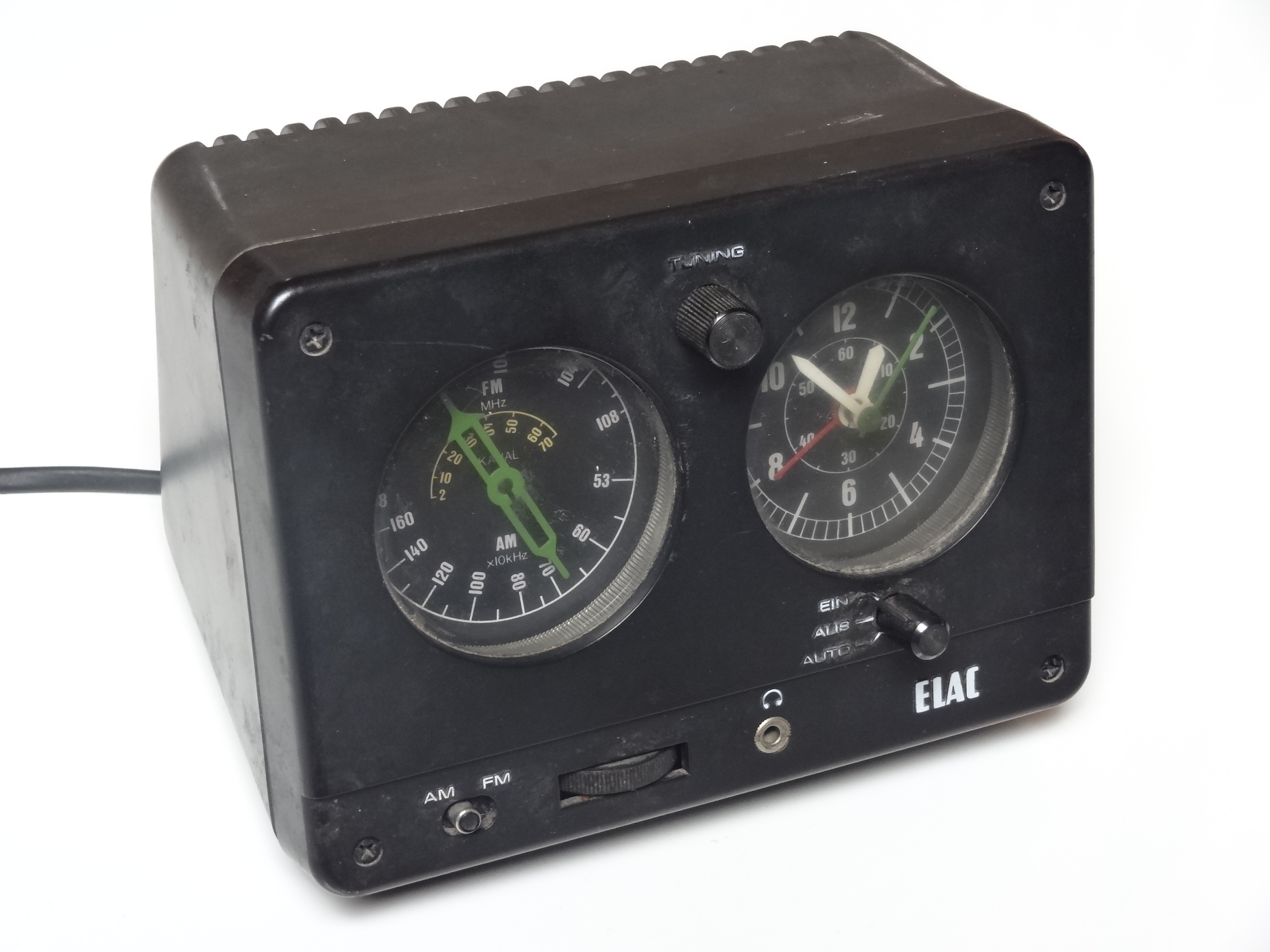
Elac MW/UKW-radiosveglia RD 50, Cockpit-Look, 1975–78

Nel 1899 venne fondata la Neufeldt & Kuhnke, Kiel (Hagenuk), occupata dal 1906 a ideare sistemi per la trasmissione in acqua di segnali, per la Kaiserliche Marine, come il codice Morse.
Nel 1911 viene fondata la Signal Gesellschaft mbH da Neufeldt e Kuhnke (dal 1926 Electroacustic GmbH). Il 1º settembre 1926 viene fondata la ELECTROACUSTIC GmbH.
Nel secondo dopoguerra, il 14 dicembre 1948 nasce la giradischi ELAC. Nel 1956 assieme alla Dual e alla Perpetuum-Ebner esportaron in tutto il mondo. Negli anni '70 raggiunse la produzione di circa un milione di giradischi all'anno, occupando 3.000 dipendenti.
ELAC negli anni '70 commercializzò prodotti della giapponese Sony in Germania, ben presto iniziò la concorrenza dell'elettronica di consumo dei paesi asiatici e la collaborazione terminò nel 1978. La società venne divisa in due: La divisione nautica venne comprata dalla americana Honeywell, poi L3 Communications. Nel 2015 venne acquisita dalla finnica Wärtsilä Corporation. Wärtsilä vendette alla fine del 2019 alla britannica Cohort.
La parte di elettroacustica continuò con la ELAC Ingenieurtechnik GmbH, nell'elettronica di consumo e automazione. L3 Communications ELAC Nautik GmbH. La produzione di giradischi e altra elettronica terminò nel 1981. Dal 1984 la ELAC Phonosysteme GmbH iniziò a produrre diffusori acustici. ELAC smise di produrre fonorivelatori nel 1997.
ELAC produce a marchio „Made in Germany“ e esporta il 40% della produzione.